# Demonax fochi
Demonax fochi är en skalbaggsart som beskrevs av Maurice Pic 1918. Demonax fochi ingår i släktet Demonax och familjen långhorningar. Inga underarter finns listade i Catalogue of Life.